# Kasjirskaja
Kasjirskaja (Russisch: Каширская) is een station van de Moskouse metro aan de Zamoskvoretskaja-lijn en de Grote Ringlijn dat op 11 augustus 1969 is geopend. Het station is genoemd naar de Kasjirskoje Sjosse die haaks op de sporen boven het station loopt.

## Geschiedenis

### Derde fase
In het algemeen ontwikkelingsplan van de Moskouse metro van 1938, de derde fase van de metrobouw, was onder meer een verlenging van de Zamoskvoretskaja-lijn ten zuiden van het Rode Plein opgenomen. 
Het zuidelijke eindpunt zou komen bij de zogeheten ZiS-nederzetting tussen de huidige stations Varsjavskaja en Kachovskaja, waar veel personeel van de autofabriek Zavod im Stalin (ZiS) woonde. Het station bij de autofabriek Zavod im Stalin werd op 1 januari 1943 geopend, maar zuidelijker dan daar kwam het toen niet. 
Na de dood van Stalin werd de autofabriek (Avtozavodskaja) omgedoopt in Zavod imeni Lichatsjova (ZiL), de roep om een metroverbinding, inmiddels ZiL-verlenging genoemd, voor het personeel bleef echter bestaan.

### ZiL-verlenging
Nadat Nikita Chroesjtsjov eind 1964 werd opgevolgd door Leonid Brezjnev kwam er in 1965 een nieuw ontwikkelingsplan voor de metro. Hierin waren onder andere een buitenringlijn en de verlenging van Zamoskvoretskaja-lijn naar het zuiden opgenomen. De stations van de ZiL-verlenging lagen in dit plan aan de buitenringlijn die het zuidelijke deel van de Zamoskvoretskaja-lijn zou kruisen bij Kasjirskaja. Omdat ZiL haar arbeiders een metroverbinding naar het werk wilde bieden werden alvast drie stations van de Grote ringlijn gebouwd. Deze zogenaamde ZiL-verlenging betekende dat de twee stations ten westen van Kasjirskaja, waar veel van hun werknemers woonden, ook werden aangelegd - ook al lagen ze niet op het tracé van de Zamoskvoretskaja-lijn (lijn 2). Het station bestaat ondergronds uit twee duizendpoten, het standaardontwerp voor ondergrondse stations uit de tijd van Chroesjtsjov, naast elkaar. Hierdoor kreeg het, als eerste Moskouse metrostation, de mogelijkheid van een overstap op hetzelfde perron tussen twee metrolijnen. Het station werd gebouwd in de periode 1965 - 1969 en werd geopend op 11 augustus 1969. De eerste 15 jaar was Kachovskaja het zuidelijke eindpunt van lijn 2 en werden voor de dienst tussen Kachovskaja en Retsjnoj Vokzal in Kasjirskaja alleen de sporen 2 en 3 gebruikt. 

### Lijn 11

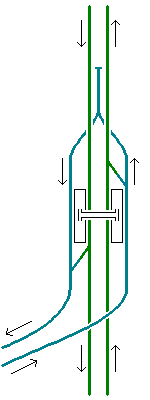
De plattegrond van het station tussen 1995 en 2019, lijn 2 is groen, lijn 11 is cyaan

De verdere aanleg van de Grote Ringlijn liet echter op zich wachten, maar de hoofdlijn van lijn 2 werd in 1984 verder naar het zuiden tot Orechovo verlengd zodat Kasjirskaja de splitsing werd tussen de beide takken van lijn 2. In verband hiermee werd ook spoor 1 in gebruik genomen, waarop de metro's uit het zuiden binnenkomen. Omdat lijn 2 in 1985 nog verder naar het zuiden verlengd werd ontstonden er meer en meer logistieke problemen bij Kasjirskaja. Er werd besloten om een keerspoor voor de zijlijn aan te leggen. Hierop konden de treinen van de zijlijn kopmaken onder de sporen van de hoofdlijn. Na de voltooiing van dit kopspoor op 20 november 1995 werd de zijlijn operationeel zelfstandig als Kachovskaja-lijn met lijnnummer 11, al bleven de planning en het depot in handen van lijn 2. Sindsdien zijn alle vier de sporen op het station gebruikt en wordt het station als twee stations geteld. Hierdoor werd Kasjirskaja aan lijn 11 het 151e Moskouse metrostation. Omdat de nummers 151 t/m 159 al waren toegekend aan de nieuwe stations van lijn 10 die toen in aanbouw was, werd het stationsnummer 160 toegekend. 

### Grote Ringlijn
In 2006 lag er een nieuw voorstel voor een ringlijn, de Grote Ringlijn, op 1 tot 3 stations buiten de Koltsevaja-lijn. De plannen werden in 2014 gepresenteerd en in 2016, toen de geplande opening van vijf nieuwe stations aan de Grote Ringlijn naderde, werd het lijnnummer van de Kachovskaja-lijn gewijzigd in 11A, de betreffende stations aan de Grote Ringlijn werden echter pas op 26 februari 2018 als lijn 11 geopend. Op 26 oktober 2019 werd de dienst op lijn 11A gestaakt in afwachting van de integratie in de Grote Ringlijn, hierdoor werden de buitenste sporen (3 en 4) tijdelijk niet gebruikt voor de reizigersdienst. In het kader van deze integratie werd het station geheel opgeknapt waarbij de afwerking van de twee duizendpoten geheel werd vervangen. In maart 2020 werd begonnen met het vervangen van de bekleding van de tunnelwanden langs de buitenste sporen, het marmer op de zuilen en het graniet van het perron. Van 12 september 2020 tot 8 februari 2021 sloegen de metro's op de Zamoskvoretskaja-lijn naar het zuiden het station over om het werk in de westelijke duizendpoot te kunnen afronden. Van 9 februari tot 31 augustus 2021 sloegen de metro's richting centrum het station over om ook de oostelijke duizendpoot te kunnen afronden. Tijdens de werkzaamheden waren ook de ingangen 1 en 2 gesloten. Van 12 november 2022 tot en met 9 mei 2023 was de Zamoskvoretskaja-lijn gesloten in verband met werkzaamheden ten zuiden van Kasjirskaja. De Grote Ringlijn werd geopend op 1 maart 2023 en was tot de heropening van de Zamoskvoretskaja-lijn op 10 mei 2023 om 5.30 uur de enige lijn op Kasjirskaja. Het noordelijke toegangsgebouw met de ingangen 3 en 4 werd echter niet heropend op 1 maart 2023 en zou, na afloop van groot onderhoud, op 31 maart 2024 worden heropend, wat echter niet gebeurde. 

## Ligging en inrichting
Het station ligt op de grens van de rayons Moskvoretsje-Saboerovo en Nagatino-Sadovniki in de okroeg zuid. De toegangsgebouwen staan aan weerszijden van de Kasjirskoje Sjosse bij het kruispunt met de Maarschalk Sjestopalovstraat. Iets ten oosten van het station ligt het in 2010 herbouwde houten paleis van Alexis van Rusland en aan de westkant ligt het grootste oncologisch instituut van Europa. 
In het zuidelijke toegangsgebouw hangt een beeldscherm waarop de achtergrondstraling wordt weergegeven. De sporen langs de eilandperrons zijn niet oplopend genummerd maar de even nummers liggen in de westelijke duizendpoot en de oneven in de oostelijke, waarbij de nummers 3 en 4 (Grote Ringlijn) aan de buitenkant liggen. 
De toegangsgebouwen hebben beide een stationshal die met elk een vaste trap en een roltrap verbonden is met de perrons. In de hal zijn twee rijen OV-poortjes, een voor elke richting, al is het mogelijk om onder de ingang door een tunneltje naar de andere vaste trap, en daarmee het andere perron, te gaan. Naast deze verbindingen op de kopse kanten van de perrons is er in het midden van het perron een verbindingsbrug tussen de perrons.  

## Ontwerp en vormgeving
Het station is gebouwd als twee naast elkaar gelegen ondiep gelegen zuilenstations op zeven meter diepte. Het is gebouwd naar het standaardontwerp uit de tijd Chroesjtsjov, de zogeheten duizendpoot, met geprefabriceerde onderdelen van gewapend beton. De identieke perronhallen zijn gescheiden door een scheidingswand, de oostelijke wordt gebruikt door de metro's naar het noorden en oosten, de westelijke door de metro's naar het zuiden en westen. De twee eilandperrons zijn elk voorzien van twee rijen zuilen over de volle lengte, waar het ontwerp ook zijn naam aan dankt.
Aanvankelijk waren de zuilen op het oostelijke perron bekleed met grijs marmer, en het perron zelf was bedekt met scharlaken rood graniet. De zuilen op het westelijke perron waren bekleed met rood marmer, en dat perron was bedekt met grijs graniet. De tunnelwanden zelf waren bekleed met witte tegels (de badkamerstijl) en opgesierd met vier inzetstukken rond het thema “Leven van het land”, waterkrachtcentrale, kosmos, hoogspanningsleiding en stad, van de hand van beeldhouwer Z.M. Vetrova. 
Tijdens de ombouw is het idee van verwisselde kleuren gehandhaafd, al is er nu sprake van zwart en wit. De tunnelwanden in de westelijke perronhal zijn nu bekleed met wit koelga-marmer terwijl de zuilen van zwart labradoriet zijn voorzien. In de oostelijke perronhal zijn de tunnelwanden bekleed met zwart labradoriet en de zuilen met koelga-marmer. De perrons zijn beide bedekt met grijs graniet in twee tinten. In verband met de plaatsing van brandbestrijdingsinstallaties boven de buitenste sporen zijn de inzetstukken nu allemaal op de scheidingswand geplaatst. De eerste twee zijn spiegelbeeldig aan de andere kant van de wand aangebracht, de andere zijn aan beide zijden hetzelfde.   

## Reizigersdienst
Het station is voor reizigers geopend van 5:25 uur tot 1:00 uur. In 2002 bedroeg de reizigersstroom 69.100 instappers en 69.300 uitstappers per dag. Het keerspoor is gebruikt als spoor richting Klenovy Boelvar al is het nog steeds mogelijk om lege metrostellen uit het depot te keren en dan leeg voor te rijden bij het perron voor de richting Varsjavskaja. 